# Serment hitlérien

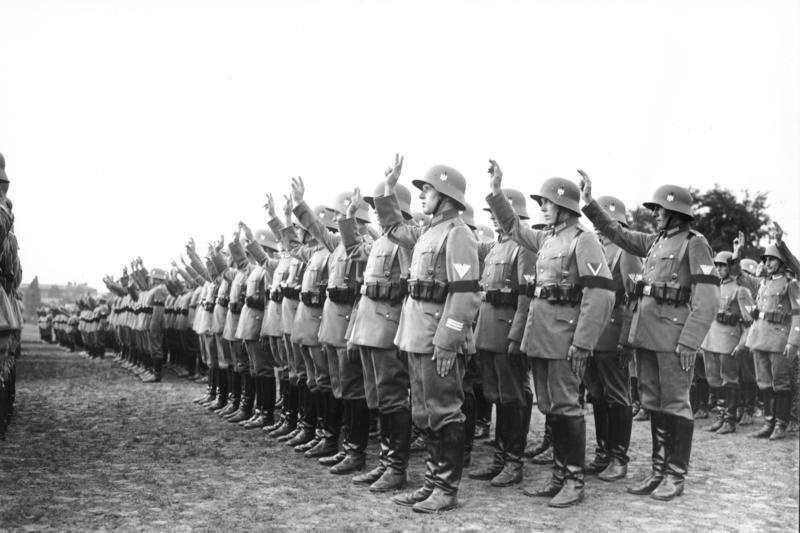
Vue d'une prestation de serment hitlérien

Le serment hitlérien était une cérémonie instaurée sous le Troisième Reich, au cours de laquelle les soldats de l'armée allemande et les fonctionnaires allemands juraient fidélité à Adolf Hitler.

## Serment des membres de la Wehrmacht
| Diensteid der Soldaten der Wehrmacht | Serment de service des soldats des Forces armées |
| --- | --- |
| Ich schwöre bei Gott diesen heiligen Eid, daß ich dem Führer des Deutschen Reiches und Volkes Adolf Hitler, dem Oberbefehlshaber der Wehrmacht, unbedingten Gehorsam leisten und als tapferer Soldat bereit sein will, jederzeit für diesen Eid mein Leben einzusetzen. | Je jure devant Dieu obéissance inconditionnelle à Adolf Hitler, Guide du Reich et du peuple allemands, commandant en chef des Forces armées, et que je serai toujours prêt, comme un soldat courageux, à donner ma vie pour respecter ce serment. |

## Serment des fonctionnaires et servants civils
| Diensteid der öffentlichen Beamten | Serment de service des fonctionnaires |
| --- | --- |
| Ich schwöre: Ich werde dem Führer des Deutschen Reiches und Volkes Adolf Hitler treu und gehorsam sein, die Gesetze beachten, und meine Amtspflichten gewissenhaft erfüllen, so wahr mir Gott helfe. | Je jure fidélité et obéissance à Adolf Hitler, Guide du Reich et du peuple allemands, respect de la loi et accomplissement consciencieux de mes responsabilités officielles. Que Dieu me vienne en aide. |

## Conséquences
En jurant loyauté à la personne d'Adolf Hitler plutôt qu'à la nation ou à la constitution, les officiers et hommes de troupe des forces armées se retrouvaient liés par l'honneur au Führer, même après qu'Hitler eut préparé le terrain pour la Seconde Guerre mondiale et eut ordonné à la Wehrmacht de commettre des crimes de guerre. Au nombre de ces crimes notoires, on peut notamment citer les atrocités perpétrées en Pologne durant tout le conflit et le Kommissarbefehl, ordre donné avant le déclenchement de l'opération Barbarossa et portant sur le traitement à réserver aux commissaires politiques soviétiques.
Alors que le désir de déclencher la guerre se faisait de plus en plus clair chez Hitler à la fin de l'année 1938, au cours de la crise des Sudètes, un certain nombre d'officiers de la Wehrmacht, l'armée régulière allemande, élaborèrent une conspiration visant à destituer le chancelier. Celle-ci devait être lancée au moment même où Hitler commencerait l'invasion des pays voisins de l'Allemagne, mais les accords de Munich mirent fin tant aux principaux points de désaccord qu'au complot. Bien que les historiens avancent plusieurs facteurs différents, expliquant pourquoi les opposants à Hitler au sein des forces armées ont échoué à agir contre lui lorsqu'ils ont compris les objectifs du dictateur, leur répugnance à violer leur serment personnel de loyauté est cité comme l'une des raisons principales de leur inaction.